# حارة الغدير الغربية (صنعاء)

تعديل مصدري - تعديل

حارة الغدير الغربية هي إحدى حارات حي معين بمديرية معين إحد مديريات العاصمة اليمنية صنعاء، بلغ تعداد سكانها 3653 نسمة حسب تعداد اليمن لعام 2004.